# Batalla de Tíndaris
La batalla de Tíndaris va ser una batalla naval de la Primera Guerra Púnica, que va tenir lloc a Tíndaris l'any 257 aC Tíndaris era una ciutat de Sicília fundada com una colònia grega al 396 aC localitzada al Golf de Patti, a la mar Tirrena.
Hieró II, el tirà de Siracusa, va permetre als cartaginesos establir una base militar a Tíndaris, però després d'aquesta batalla, que va passar a les aigües entre Tíndaris i les Illes Eòlies, amb el cònsol Gai Atili Règul Serrà en el comandament de la flota romana, la ciutat va caure en mans de Roma i el tirà Hieró II es va convertir en un fidel aliat dels romans. Després d'aquesta victòria va tenir lloc la batalla del cap Ècnomus (256 aC).

## Batalla
La flota romana del cònsol Gai Atili Règul Serrà estava ancorada quan de sobte van veure les naus de la flota púnica, aparentment navegant sense ordre ni formació. La flota romana que s'estima que tenia unes 150 naus, amb el vaixell del rei Pirros, capturat a Hanníbal Giscó a la  Batalla de Miles, com a vaixell insígnia. L'almirall cartaginès era Hamílcar, que més tard comandaria els púnics a la batalla del cap Ècnomus, i la seva flota era de la mateixa mida que la romana.
Règul va considerar que els cartaginesos no estaven preparats per la batalla i va salpar, precipitadament, amb una avantguarda de 10 naus per donar el primer cop. Però els cartaginesos van reaccionar amb rapidesa i Hamílcar va tenir temps de organitzar la seva flota, contraatacant i superant a Règul en nombre. Amb suficient espai per maniobrar, aviat van envoltar el petit esquadró romà i una rere l'altra, van enfonsar fins a nou embarcacions romanes. Règul va poder escapar gràcies a una constant maniobra evasiva fins que finalment va aparèixer el gruix de la flota romana en perfecta formació, carregant contra la flota cartaginesa. L'atac romà els va permetre capturar deu naus de l'enemic i enfonsar-ne vuit més, provocant que Amílcar ordenés la retirada.